# FreeCAD
FreeCAD es una aplicación libre de diseño asistido por computadora en tres dimensiones, ingeniería asistida por computadora, para la asistencia en ingeniería mecánica y el diseño de elementos mecánicos. Está basado en Open CASCADE y programado en los lenguajes C++ y Python.

## Características

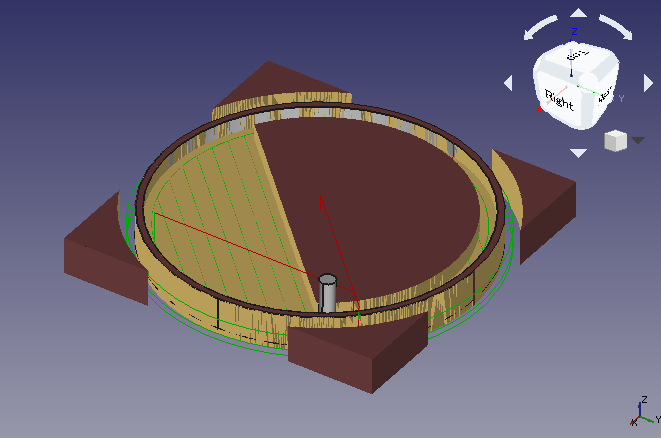
Simulación de ruta en código G en Path Workbench de FreeCAD.

### General
FreeCAD presenta un entorno de trabajo similar a CATIA, SolidWorks, SolidEdge, ArchiCAD o Autodesk Revit. Utiliza técnicas de modelado paramétrico y está provisto de una arquitectura de software modular, permitiendo añadir de forma sencilla funcionalidades sin tener que cambiar el núcleo del sistema.
A diferencia de los CAD analíticos tradicionales, como pueden ser AutoCAD o Microstation, FreeCAD es un CAD paramétrico que utiliza parámetros para definir sus límites o acciones. En el diseño paramétrico cada elemento del dibujo (muros, puertas, ventanas, etc.) es tratado como un objeto, el cual no es definido únicamente por sus coordenadas espaciales (x, y, z), sino también por sus parámetros, ya sean estos gráficos o funcionales. Las bases de datos relacionadas con el objeto hace que este software, y especialmente su banco de trabajo de arquitectura, esté muy relacionado con el enfoque BIM, en el que un modelo BIM contiene el ciclo de vida completo de la construcción, desde el concepto hasta la edificación.
Como muchos modernos modeladores CAD en 3D, tiene un componente para dos dimensiones para extraer un diseño detallado de un modelo 3D y con ello producir dibujos en 2D, pero el diseño directo en 2D (como el de AutoCAD LT) no es la meta, ni tampoco la animación ni formas orgánicas (como las creadas por Maya, 3ds Max, Cinema 4D, o Blender).

#### Formatos de archivo compatibles
Además del propio formato de archivo de  FreeCAD, pueden manejarse los siguientes formatos de archivo: DXF, SVG (Scalable Vector Graphics), STEP, IGES, STL (STereoLithography), OBJ (Wavefront), DAE (Collada), SCAD (OpenSCAD), IV (Inventor) y IFC.

#### Soporte de DWG
El soporte de FreeCAD para el importante formato de archivo DWG ha sido problemático debido a problemas de compatibilidad de software con la licencia de la biblioteca GNU LibreDWG. La licencia GPLv3 de la biblioteca GNU LibreDWG no podía ser utilizada por FreeCAD (y LibreCAD) que tiene dependencias con Open Cascade que, antes de la versión 6.7.0 sólo era compatible con la GPLv2, que las licencias son incompatibles. Open CASCADE technologies fue contactada por el equipo de Debian en 2009, y en 2012 recibió una respuesta de que Open CASCADE technologies estaba considerando una licencia dual OCCT (la biblioteca), sin embargo se pospuso la decisión. Una petición fue hecha también a la FSF para relicenciar GNU LibreDWG como GPLv2 o LGPLv3, la cual fue rechazada. 
A partir de 2014 con la versión 0.14 de FreeCAD, incluyendo la nueva versión LGPL de Open Cascade, la versión de Coin3D con licencia BSD, y la eliminación de PyQt, FreeCAD es ahora completamente libre GPL. Sin embargo, LibreDWG no se ha aprobado. FreeCAD es capaz de importar y exportar un subconjunto limitado del formato DWG, gracias al libre y multiplataforma Teigha Converter.

## Galería de imágenes

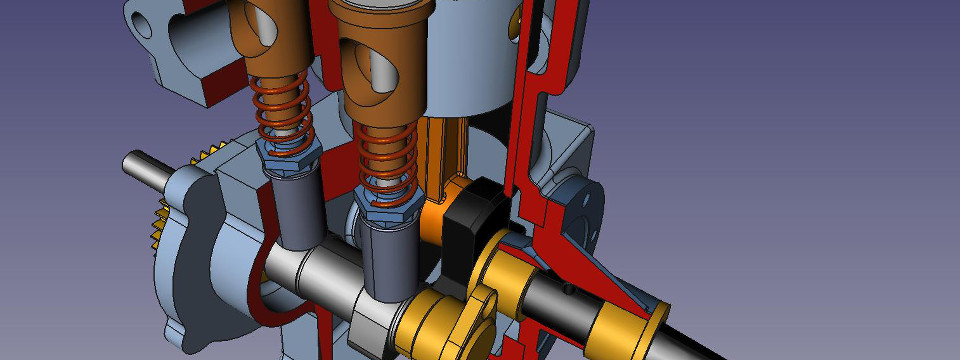
"The whippet" por lhf.
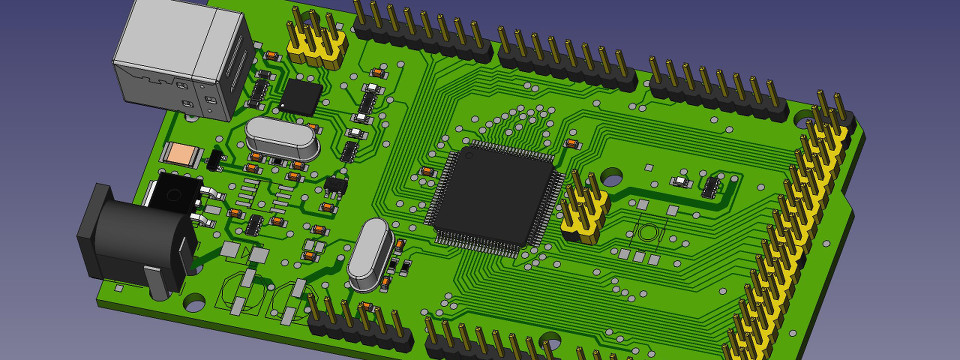
"Arduino (Eagle import)" por marmni.
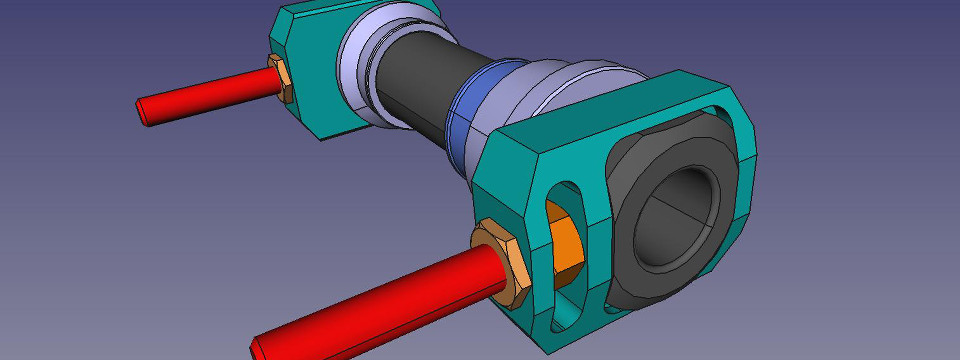
"Chain adjuster" por lhf.
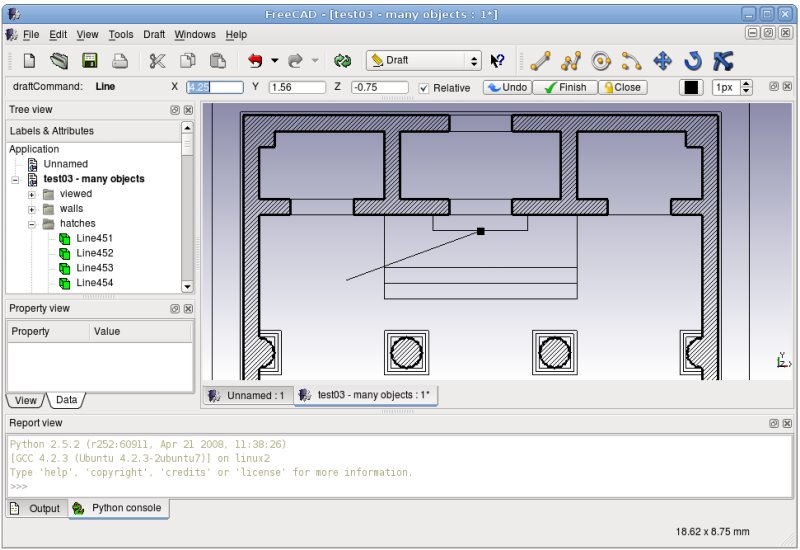
Módulo para realizar "drafts".
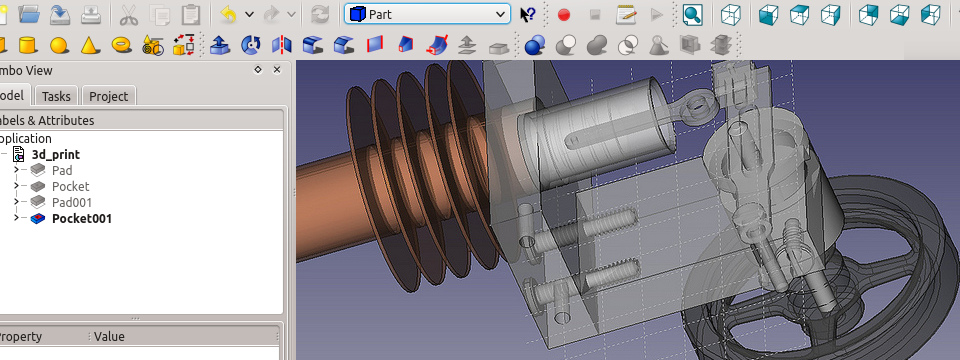
"Engine" por bejant.
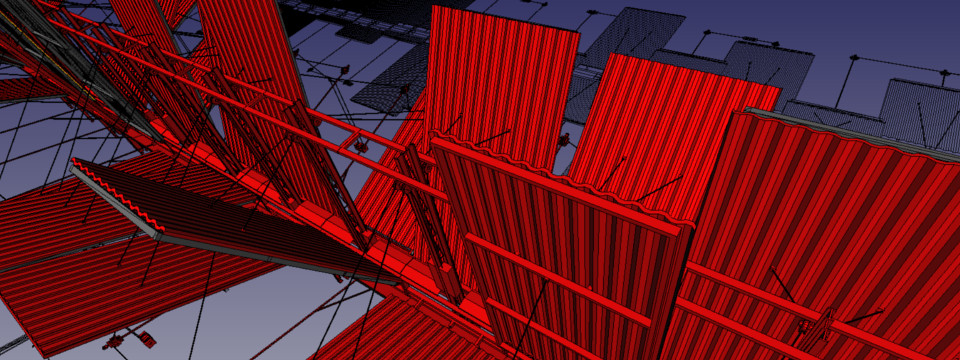
"Roof system" por yorik.
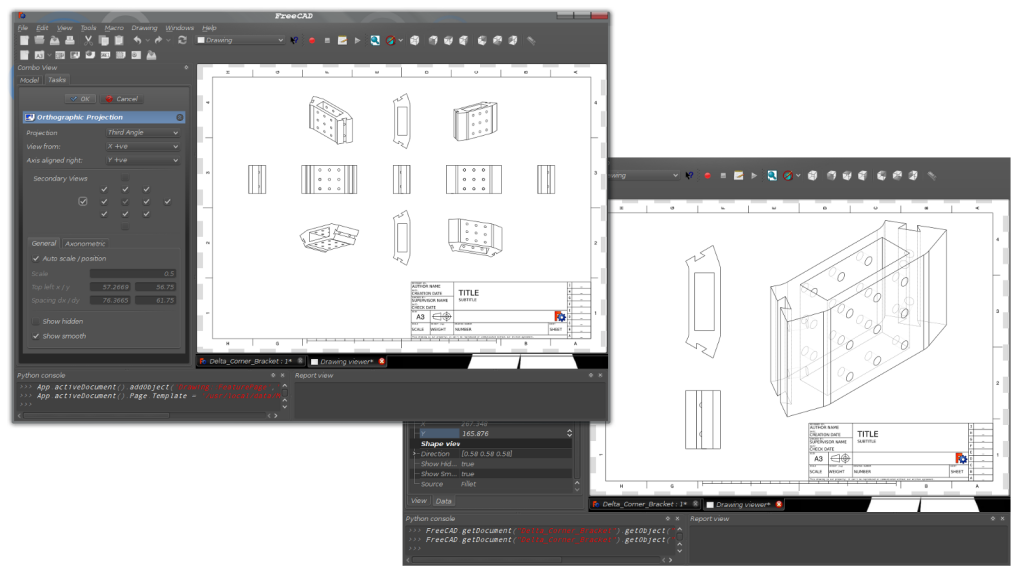
Proyecciones en FreeCAD 0.14
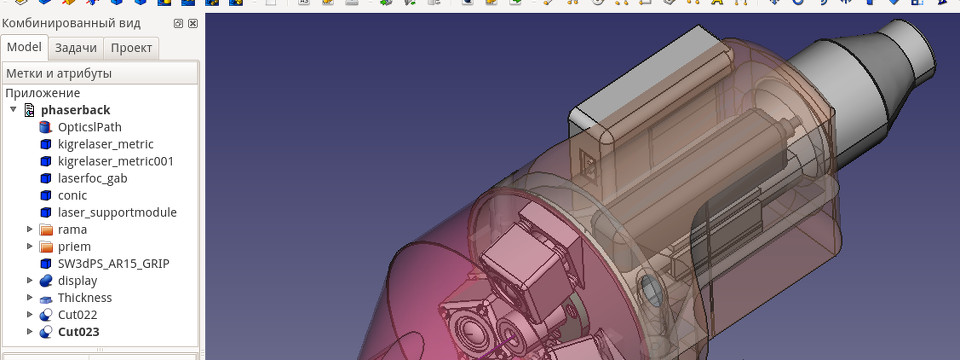
"Engine" por psi13art.
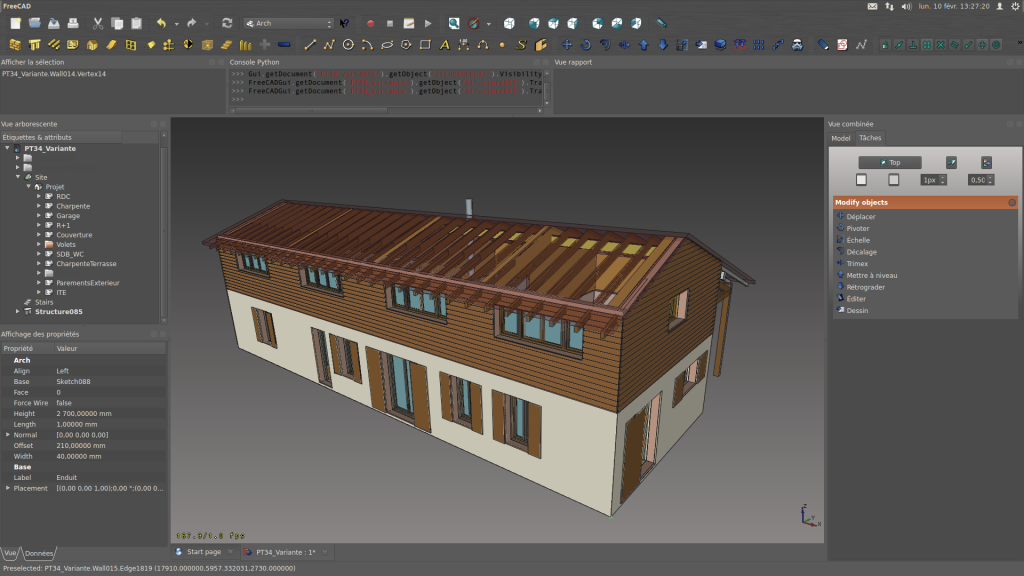
"Rockn house" por rockn.
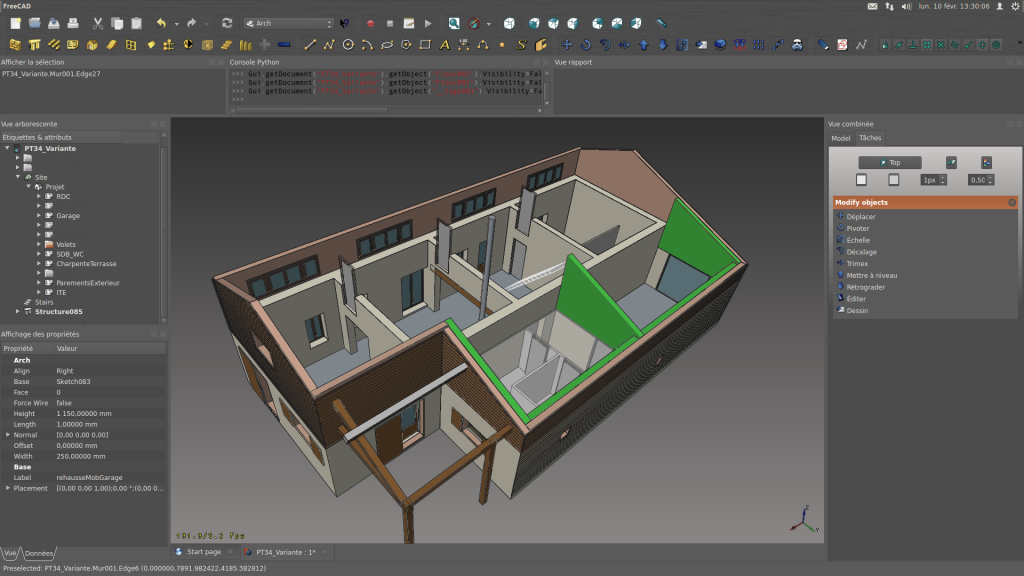
"Rockn house" por rockn.
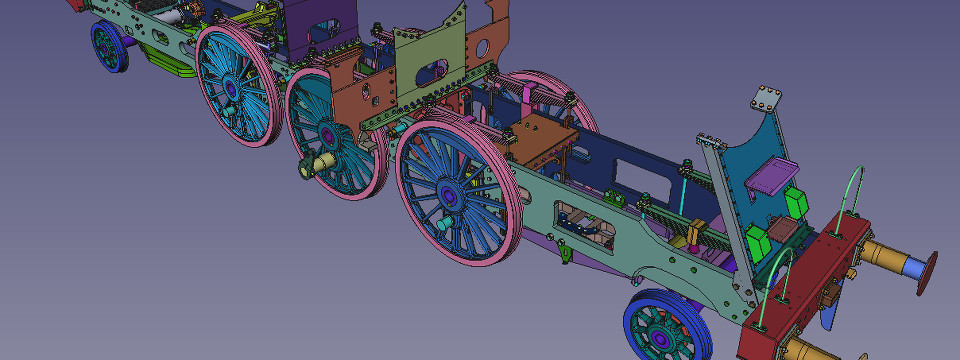
"Steam loco frame" por wieszak.
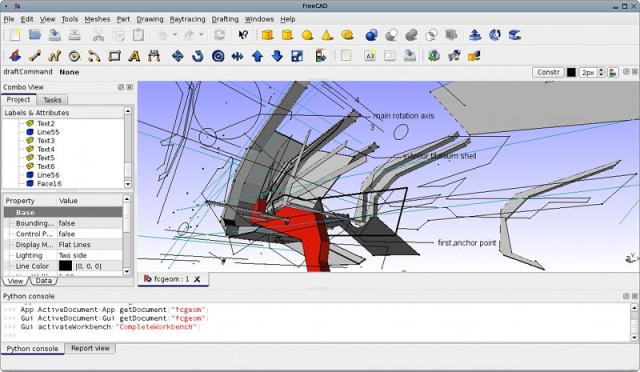
FreeCAD 0.10
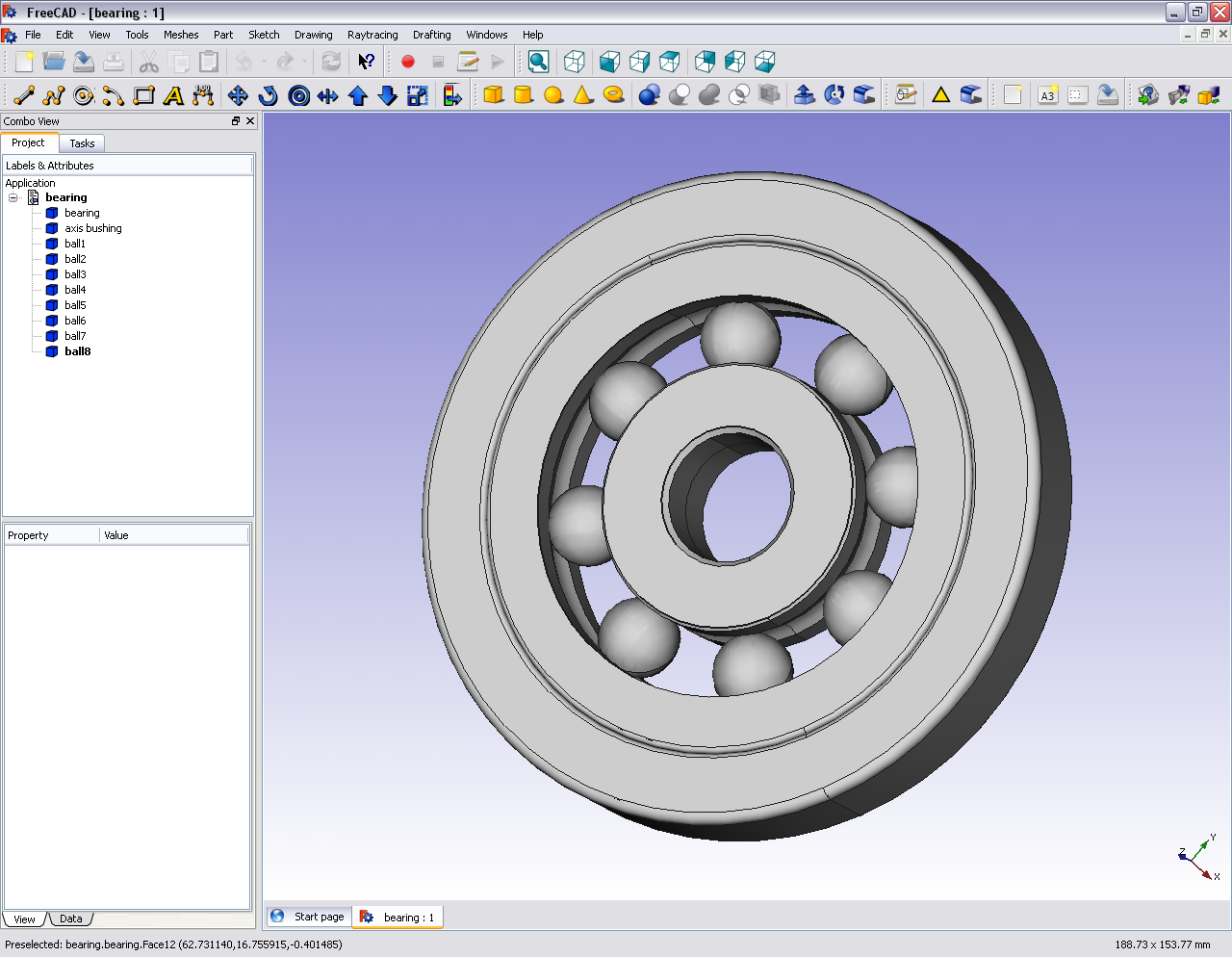
Modelo 3D de un rodamiento rígido de bolas sobre FreeCAD 0.10.
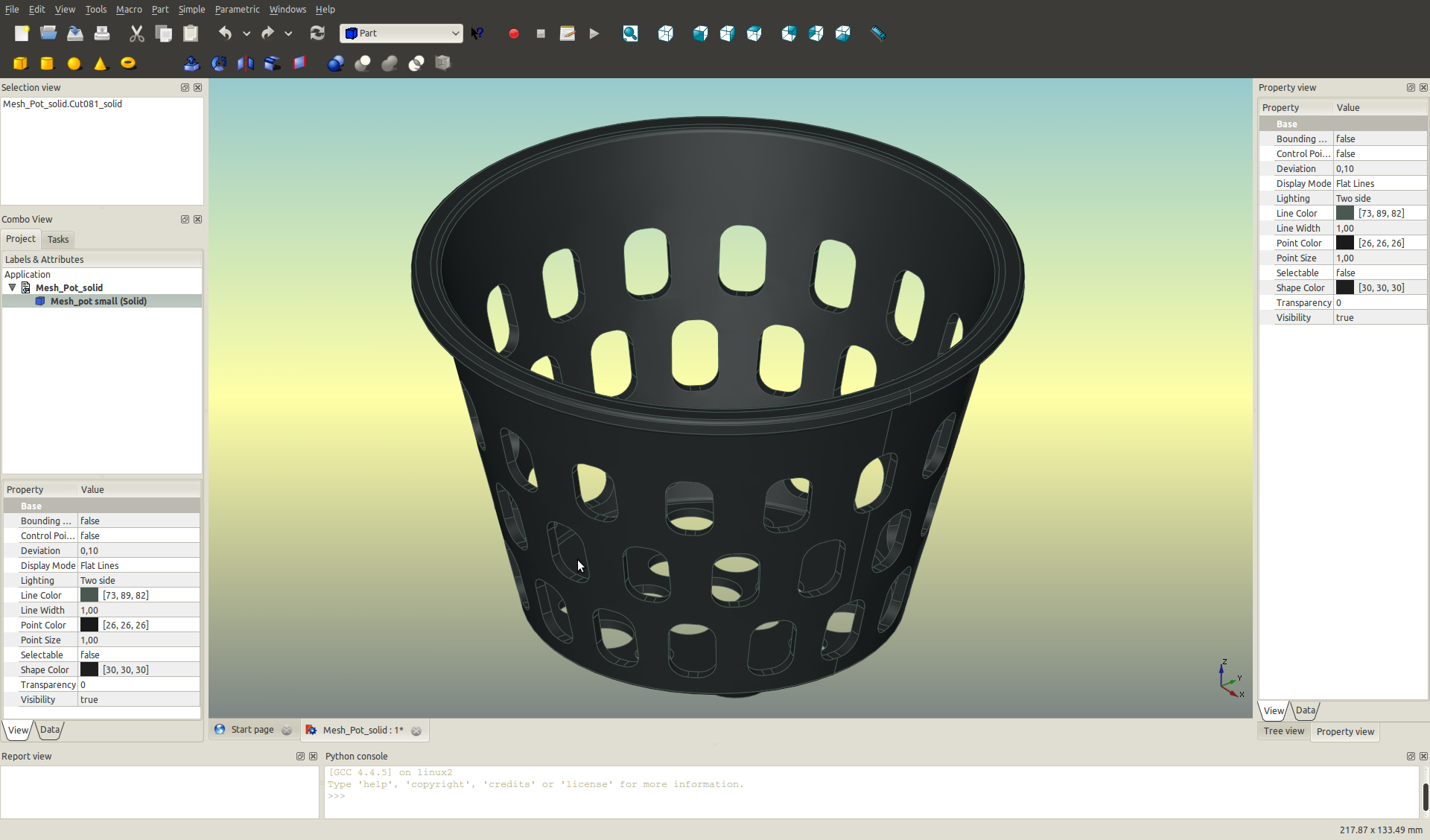
Modelo de una cesta.
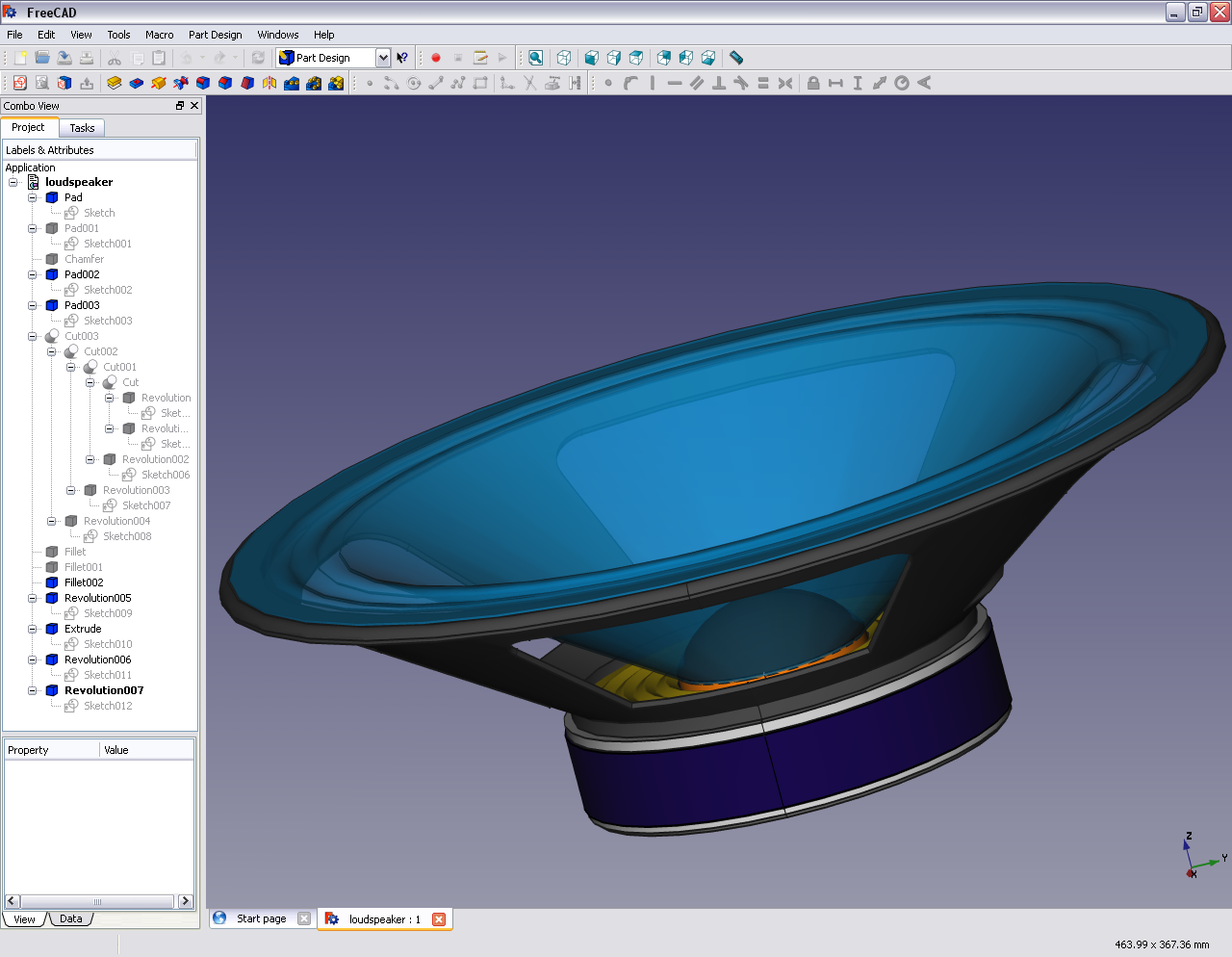
Altavoz diseñado con FreeCAD.
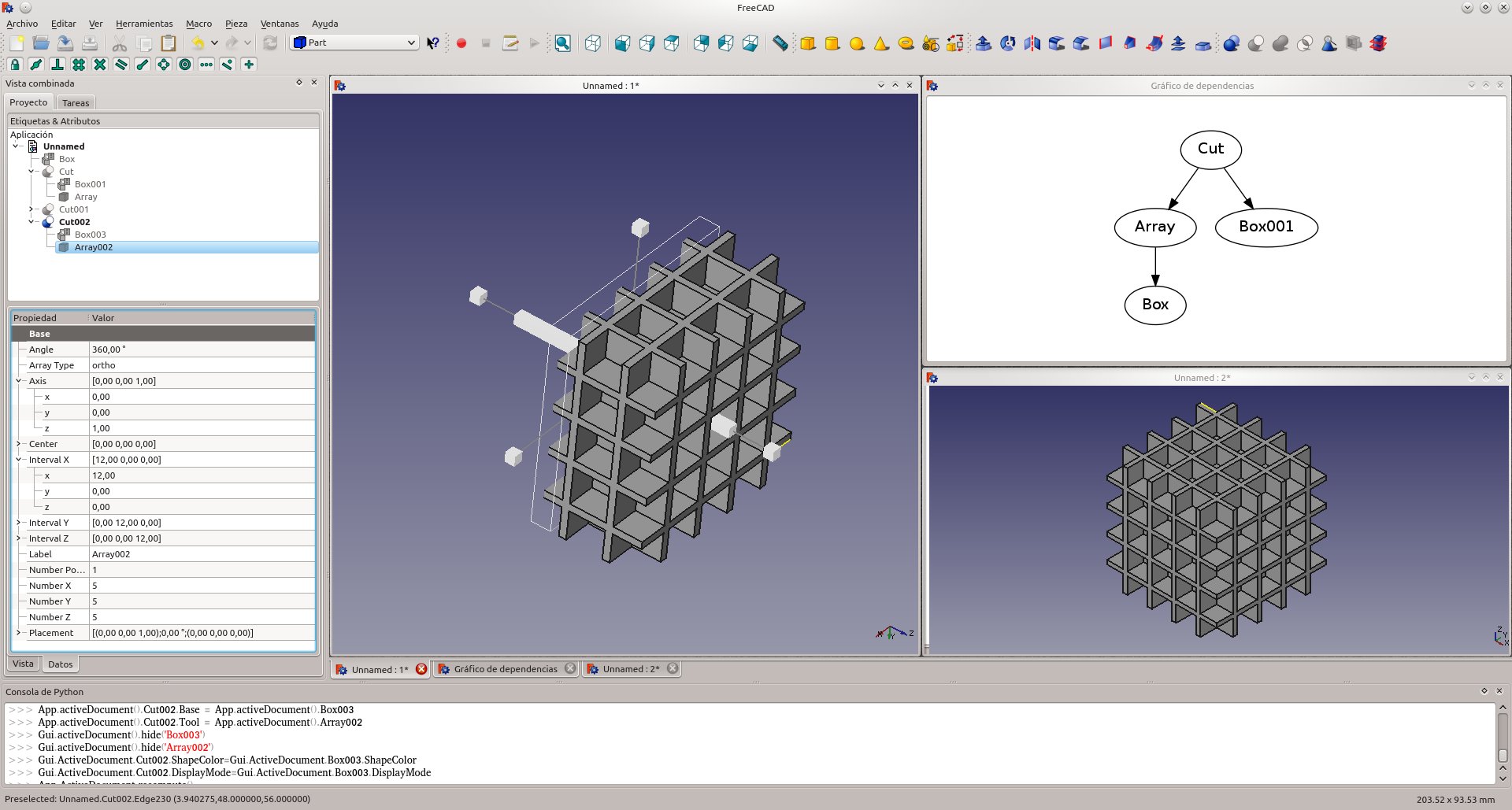
Uso de matrices para el modelado en FreeCAD 0.13 en Linux Kubuntu 13.10.

## FreeCAD 1.0
La versión de FreeCAD 1.0 será lanzada en julio de 2024, e incluye varias características interesantes, como el nuevo workbench de ensamblaje, soluciones de muchos bugs, incluyendo el problema del nombramiento topológico; unificación y corrección de muchos bancos de trabajo, cambios y mejoras muy diversas en la interfaz y experiencia de usuario (UI/UX), y un nuevo logo, escogido de 5 finalistas del concurso público creado para renovar la marca.

Nuevo logo de FreeCAD, diseñado por Sebastián Tabares (syta.co)

### Nuevo logo de FreeCAD

Logo de FreeCAD en su variación larga, con la marca denominativa en letra Evolventa

Con el lanzamiento de FreeCAD 1.0 en el horizonte, se decidió hacer un cambio de logo y marca. A petición de los encargados del proyecto, la intención aquí es seguir un enfoque similar a los logotipos corporativos y evolucionar.
Se realizó una convocatoria pública que se abrió el 22 de marzo de 204 hasta el 14 de abril de 2024 y permitía subir una única propuesta de logo. Con múltiples y muy variadas propuestas, la comunidad se unió de una manera sorpresiva y amplia, generando diseños y discusiones en muchas redes sociales que incluyó Reddit, Twitter, Facebook, Discord y los mismos foros de discusión. Para el momento en que culminó el periodo de sumisiones, ya había 46 opciones válidas para escoger.
Luego se procedió a hacer una encuesta ponderada que permitía a cualquier miembro de la comunidad votar 5 logos, que, a su criterio, representaban de la mejor manera los principios, valores y representatividad de FreeCAD, o simplemente que funcionara de manera gráfica de la mejor manera. Igualmente, hubo una participación masiva de la comunidad generando opiniones y discusiones sobre la pertinencia o no de las opciones.
Para el momento de culminación de la encuesta, que fue el 1 de mayo de 2024, hubo una participación de alrededor de 1500 personas que escogieron sus 5 logos favoritos, permitiendo escoger los logos finales que serían enviados al equipo de mantenedores para su decisión final:

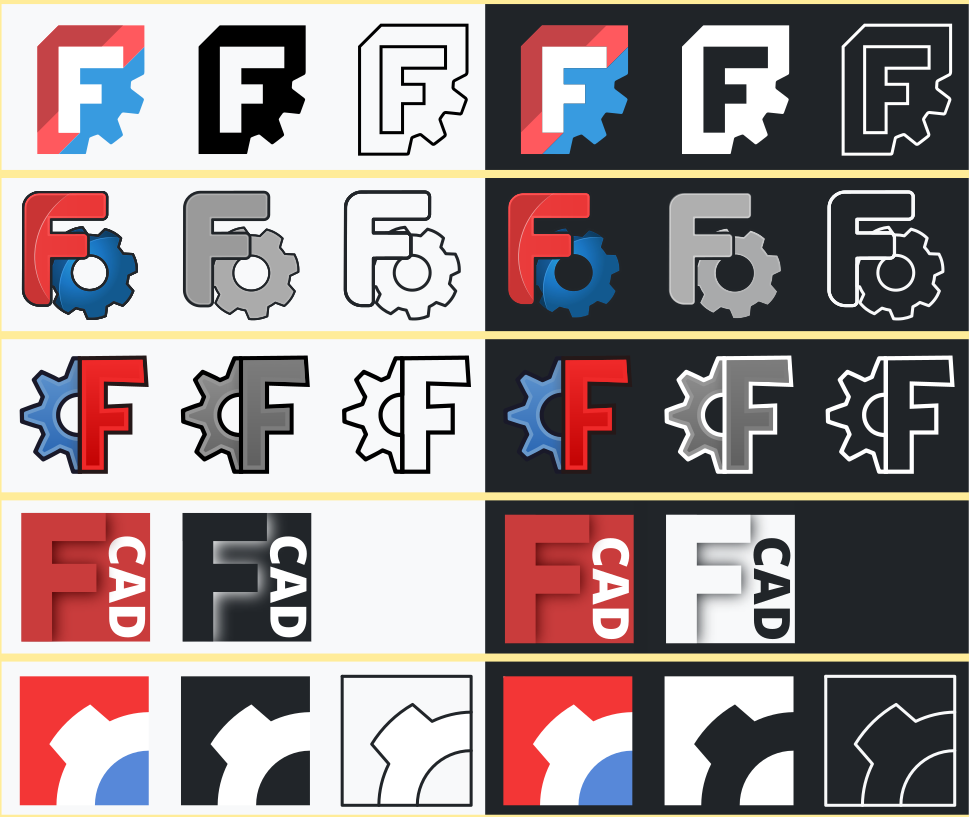
5 finalistas de la encuesta para escoger el nuevo logo de FreeCAD

El día 21 de mayo de 2024, ya se había tomado una decisión final que fue anunciada en todos los medios y redes sociales disponibles en los subsiguientes días, y aunque hubo una discusión bastante nutrida dentro del equipo, se pudo llegar a un consenso definido apenas por 1 solo voto en comparación con el segundo favorito.

En palabras del equipo de mantenedores:
FreeCAD ha tenido el mismo logo durante muchos años y en los últimos años la comunidad le dijo al equipo de mantenedores alto y claro que era hora de un cambio. Gracias al arduo trabajo de Obelisk y a todo un grupo de talentosos diseñadores, se reunió una colección de excelentes candidatos que mantuvieron el espíritu del logo original, pero también lo evolucionaron, a veces de maneras inesperadamente encantadoras (el logo de dinosaurio ocupa un lugar especial en mi corazón). Se llevó a cabo una votación comunitaria para reducir la lista a cinco candidatos, y estos se presentaron al equipo de mantenedores para su decisión final. Esa decisión fue difícil: los mantenedores no lograron un resultado de consenso y tuvieron que simplemente optar por una votación de “la mayoría gana”. Hubo fuertes opiniones sobre cada uno de los candidatos finales, y al final el logo elegido ganó por un solo voto. Gracias a la comunidad de FreeCAD por tanto entusiasmo por el proceso (más de 1500 personas votaron). Había muchas posibilidades excelentes y sabemos que muchos de tus favoritos no pasaron el corte. Al final solo se pudo seleccionar un logo (hasta la próxima…). ¡A Disfrutar!
El logo ganador fue diseñado y propuesto por Sebastián Tabares (syta.co) en el respectivo foro e hilo de Discord, acompañado de un showcase mostrando los diferentes usos y variaciones que se le puede dar al logo, inmediatamente, logró apoyo de muchos miembros de la comunidad que desde ese momento empezaron a darle su "toque" a la iniciativa, incluyendo diseños para maquinado CNC, impresión 3D, stickers, GIFs, animaciones, modelos FEM, mercadería, fondos de pantalla, entre muchas cosas más. 
Para el momento de la escritura de este artículo, la comunidad se encuentra en el proceso de cambiar su presencia de marca en los diferentes recursos en donde se utiliza el logo, como los foros, redes sociales, wikis, repositorios de GitHub, etc.; preparándose para el lanzamiento de FreeCAD 1.0; sin embargo, ya existe un lineamiento oficial para la utilización del logo en su versión corta, larga y mono; los usos recomendados y los prohibidos, todo disponible en .

## Historia de versiones
- Sección de archivos en sourceforge (http://sourceforge.net/projects/free-cad/files/)
- Sección de archivos antiguos en sourceforge (http://sourceforge.net/projects/free-cad/files/OldFiles/)

| Versión | Fecha de lanzamiento | Información |
| --- | -------------------- | --- |
| 0.0.1 | 2002-10-29           | Lanzamiento inicial -> Nacimiento de FreeCAD |
| 0.1 | 2003-01-27           | |
| 0.2 | 2005-08-09           | |
| 0.3 | 2005-10-31           | |
| 0.4 | 2006-01-15           | |
| 0.5 | 2006-10-05           | |
| 0.6 | 2007-02-27           | |
| 0.7 | 2009-04-24           | |
| 0.8 | 2009-07-10           | |
| 0.9 | 2010-01-16           | |
| 0.10 | 2010-07-24           | |
| 0.11 | 2011-05-03           | módulos de Dibujo, Partes, 2D and Robot |
| 0.12 | 2011-11-20           | Módulo de Architectura |
| 0.13 | 2013-01-29           | Módulo de diseño de barcos/naves, módulo Openscad, soporte para manejo con ratón en 3D |
| 0.14 | 2014-07-01           | Cambio de licencia a LGPLv2+, módulo de hoja de cálculo, renderización a LuxRender |
| 0.15 | 2015-04-08           | Soporte para Oculus Rift, importador ifc actualizado para el módulo de arquitectura |
| 0.16 | 2016-04-18           | Banco de trabajo FEM, módulo para caminos |
| 0.17 | 2018-04-06           | Administrador de complementos, módulo de superficies, módulo TechDraw |
| 0.18 | 2019-03-12           | Nueva vista de inicio, módulo de arquitectura extendido, junto con otros módulos actualizados En la versión 0.18.5, el administrador de complementos se rompió, así que 0.18.4 es la versión estable          |
| 0.19 | 2021-03-20           | Los módulos fueron portados en su mayoría, a Python 3 y QT5, en la versión 0.19.4 |
| 0.20 | 2022-06-14           | Se reescribió completamente el administrador de complementos, más de 30 herramientas nuevas en TechDraw, cortes persistentes para las secciones, muchas mejoras para las herramientas existentes              |
| 0.21 | 2023-08-02           | Planeado como lanzamiento final antes de que los parches para el problema de nombres topológicos introduzcan regresiones de rendimiento. Varias mejoras en la interfaz de usuario y en los bancos de trabajo. |
| 1.0 | 2024-07              | Versión de desarrollo con builds semanales |
| Leyenda:Versión antiguaVersión antigua, con soporte técnicoÚltima versiónÚltima versión previaLanzamiento futuro |                      | |